# Марценко, Виктор Васильевич
Виктор Васильевич Марценко (род. 7 октября 1952, Гуликовка, Амурская область) — государственный деятель, председатель Амурского областного Совета народных депутатов, член Совета Федерации (1997—2001).

## Биография
Окончил техническое училище № 12 города Белогорск, Хабаровский техникум электросвязи по специальности «Телевизионная техника и радиорелейная связь», Дальневосточную академию государственной службы (Хабаровск) по специальностям «Государственное и муниципальное управление», «Юриспруденция».
Трудовую деятельность начал в 1971 году мастером в Сковородинской станции сигнализации и связи. После службы в армии 15 лет работал электрослесарем на Амурском заводе дорожных машин.

### Политическая карьера
В период с 1994 по 1997 годы избран депутатом областного Совета народных депутатов — председателем комитета по бюджету, налогам и финансам. С 1997 года избран председателем Амурского областного Совета народных депутатов, членом Совета Федерации Федерального Собрания РФ.
С 2001 по 2005 год Марценко занимал должность заместителя главы администрации Амурской области. С 2005 по 2006 год он — первый заместитель губернатора Амурской области, с 2006 по 2007 год — заместитель полномочного представителя президента Российской Федерации в Дальневосточном федеральном округе. С июня 2007 года по декабрь 2008 года — первый вице-губернатор Амурской области. С декабря 2008 года — заместитель председателя правительства Амурской области.
С февраля 2010 года по октябрь 2012 года Марценко занимал пост уполномоченного по правам ребёнка в Амурской области.